# 炔醇

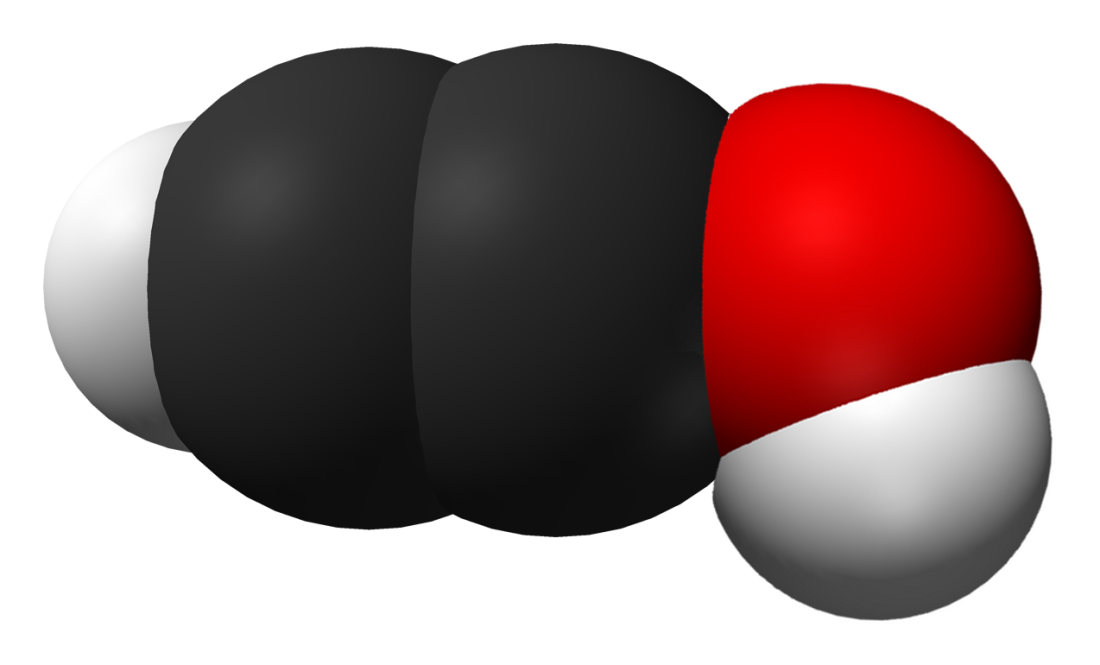
乙炔醇，最简单的炔醇

在化学命名中，炔醇是一种炔烴中炔基的一個末端氫被羟基取代。  炔醇去质子化後得到的阴离子稱為炔醇鹽 。在三键两侧都有羟基的炔醇被称为炔二醇；仅存在一种炔二醇，乙炔二醇。

## 炔醇鹽

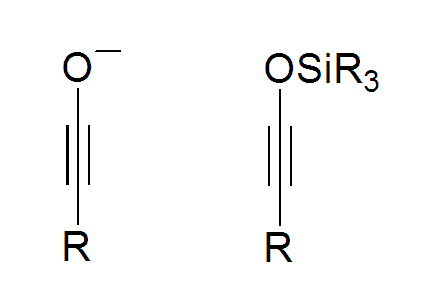
左邊為裸露的炔醇鹽的结构，右邊為受三烷基矽基保護的炔醇

炔醇鹽是具有带负电荷的氧与炔烃官能团相连的化合物。 它们是1975年由Schöllkopf和Hoppe通过3,4-二苯基异恶唑溶劑中正丁基鋰拔去炔醇質子得來的。 

合成上而言，它们是作为烯酮前体或合成子。

## 炔醇-烯酮互變異構
炔醇可以与烯酮相互轉化，就像烯醇类可以與醛和酮类相互轉化一樣。 炔醇互变异构体通常不稳定，不能長期存活，並且會變成烯酮。这是因为氧比碳更具负电性，因此形成更牢固的键。例如，乙炔醇可与乙烯酮快速相互转化：
| 乙炔醇-乙烯酮互变异构体 | 乙炔醇-乙烯酮互变异构体 |
| ----------------------- | ----------------------- |
|                         |                         |
| 乙炔醇                  | 乙烯酮                  |